# هنريك بيرنبوم
هنريك بيرنبوم (بالمجرية: Birnbaum Henrik) هو لغوي ومؤرخ مجري، ولد في 13 ديسمبر 1925، وتوفي في 10 مايو 2002.